# Kosovo aux Jeux olympiques d'été de 2016
Le Kosovo participe aux Jeux olympiques d'été de 2016 à Rio de Janeiro au Brésil du 5 août au 21 août. C'est la 1re participation de ce pays aux Jeux Olympiques, à la suite de sa reconnaissance par le Comité international olympique en 2014.
La judokate Majlinda Kelmendi, qui avait participé sous la bannière albanaise aux Jeux de Londres en 2012, est la porte-drapeau de la sélection kosovare à Rio de Janeiro. Le 7 août 2016, elle remporte la première médaille d'or de l'histoire de son pays en -52 kg. Au total, 8 athlètes forment la délégation kosovare.

## Athlétisme
Hommes
Courses
| Athlète      | Épreuve | Séries  | Séries | Demi-finales | Demi-finales | Finale | Finale |
| Athlète      | Épreuve | Temps   | Rang   | Temps        | Rang         | Temps  | Rang   |
| ------------ | ------- | ------- | ------ | ------------ | ------------ | ------ | ------ |
| Musa Hajdari | 800 m   | 1:48.41 | 34     | NC           | NC           | NC     | NC     |

Femmes
Courses
| Athlète        | Épreuve | Séries  | Séries | Demi-finales | Demi-finales | Finale | Finale |
| Athlète        | Épreuve | Temps   | Rang   | Temps        | Rang         | Temps  | Rang   |
| -------------- | ------- | ------- | ------ | ------------ | ------------ | ------ | ------ |
| Vijona Kryeziu | 400 m   | 54.30 s | 52     | NC           | NC           | NC     | NC     |

## Cyclisme

### Cyclisme sur route
| Athlète      | Compétition            | Temps       | Rang |
| ------------ | ---------------------- | ----------- | ---- |
| Qëndrim Guri | Course en ligne hommes | non terminé | NC   |

## Judo
| Athlète           | Compétition           | 1/16e de finale            | 1/8e de finale                       | Quarts de finale                   | Demi-finales                  | Repêchage 1         | Finale                         | Finale                         |
| Athlète           | Compétition           | Adversaire Résultat        | Adversaire Résultat                  | Adversaire Résultat                | Adversaire Résultat           | Adversaire Résultat | Adversaire Résultat            | Rang                           |
| ----------------- | --------------------- | -------------------------- | ------------------------------------ | ---------------------------------- | ----------------------------- | ------------------- | ------------------------------ | ------------------------------ |
| Majlinda Kelmendi | Moins de 52 kg femmes | -                          | Bat Evelyne Tschopp 100-0            | Bat Christianne Legentil 0s1 - 0s3 | Bat Misato Nakamura 0s0 - 0s1 | -                   | Bat Odette Giuffrida 1s1 - 0s0 | Médaille d'or, Jeux olympiques |
| Nora Gjakova      | Moins de 57 kg femmes | Bat Yadinis Amarís 100-0s2 | Battu par Corina Căprioriu 2s3 - 0s1 | -                                  | -                             | -                   | -                              | -                              |

## Natation

### Natation sportive
| Athlète     | Épreuve         | Séries  | Séries | Demi-finales | Demi-finales | Finale | Finale |
| Athlète     | Épreuve         | Temps   | Rang   | Temps        | Rang         | Temps  | Rang   |
| ----------- | --------------- | ------- | ------ | ------------ | ------------ | ------ | ------ |
| Lum Zhaveli | 50 m nage libre | 24.53 s | 57e    | NC           | NC           | NC     | NC     |

| Athlète     | Épreuve   | Séries        | Séries | Demi-finales | Demi-finales | Finale | Finale |
| Athlète     | Épreuve   | Temps         | Rang   | Temps        | Rang         | Temps  | Rang   |
| ----------- | --------- | ------------- | ------ | ------------ | ------------ | ------ | ------ |
| Rita Zeqiri | 100 m dos | 1 min 12 s 31 | 34e    | NC           | NC           | NC     | NC     |

## Tir
| Athlète    | Compétition                  | Qualification | Qualification | Finale | Finale |
| Athlète    | Compétition                  | Points        | Rang          | Points | Rang   |
| ---------- | ---------------------------- | ------------- | ------------- | ------ | ------ |
| Urata Rama | Pistolet à 10 m air comprimé | 402,3         | 48e           | NC     | NC     |